# スキップ・マーティン
セニー・"スキップ"・マーティン（Sennie "Skip" Martin、1957年6月25日 - ）は、アメリカ合衆国のシンガー、トランペット奏者。
ダズ・バンド（1980年- ）とクール&ザ・ギャング（1987年-2007年）のボーカルとトランペットを担当。ダズ・バンドの「レット・イット・ホイップ」でグラミー賞を受賞。2023年にはその活動がたたえられて、エミー賞を受賞している。

## 来歴
カリフォルニア州サンフランシスコ出身。
イースト・ウインド・バンド（East Wind Band）のリード・ボーカルとして活動後、マイティ・ジェネレーション・バンド（Mighty Generation Band）に加入。その後、ダズ・バンドへ1980年に加入し、「レット・イット・ホイップ」でグラミー賞を受賞した。1985年に脱退し、1987年にクール&ザ・ギャングへ加入。20年間にわたってクール&ザ・ギャングに在籍しながら、そのうち10年間はダズ・バンドとの掛け持ちによる活動を行っている。クール&ザ・ギャング脱退後は、ダズ・バンドとしての活動を続けながら、ソロとして活動している。
スキップ・マーティンはトラペット奏者として11歳の時からジャズをこよなく愛し始め、後に高校生の時にモントレー・ジャズ・フェスティバルで優秀賞を授与される。ジャズ分野で初めてリリースしたソロ・アルバムには、ロニー・ロウズやウェイマン・ティスデイル、 アル・マッケイ、リッキー・ローソン、ブルース・コンテが参加している。
クール&ザ・ギャング時代にプラチナディスク、ダズ・バンド時代にプラチナディスクとゴールドディスクを受賞している。そのキャリアにおいて、6枚連続トップ100入りアルバムと、2枚のトップ100シングルをリリースした。また、ブラック・ミュージック協会（Association African American Music Association）から名誉音学博士号、特別功労賞を授与され、ブラック・ミュージック・アカデミー（Black Music Academy）からリビング・レジェンド賞が授与された。2003年にはクール&ザ・ギャングのメンバーとしてMOBOアワードを受賞している。
2016年にソロとして初来日し、「スキップ・マーティン フレンドシップツアーin Japan」を3年間にわたり日本各地で開催した。来日時には、仙台・熊本・広島の被災地への訪問などのチャリティー・ライブ、保育園・小中高学校などの教育機関への訪問などの、社会奉仕活動を行っている。
2018年12月31日、アマン東京のカウントダウンパーティーにて特別ゲストとして参加した。
2019年4月16日に、国外在住者として初めて「美ら島沖縄大使」に認証された他、「輝くかけがわ応援大使」にも任命されている。
2023年、スキップ・マーティンは、COVID-19の影響を直接受けたセント・ジュード小児研究病院の子供たちとその家族を支援するためにアーティストたちが結集した「People Get Ready」プロジェクト（「Legends Unite for St. Jude」としても知られている。「ピープル・ゲット・レディ」を29人のミュージシャンがカバーしたチャリティー企画）を率いており、この活動がアレンジ&作曲部門でエミー賞を受賞した。
現在はネバダ州ラスベガスに居住している。